# Lambton County
Lambton County ist ein County im Südwesten der kanadischen Provinz Ontario. Der County Seat ist Wyoming in der Gemeinde Plympton-Wyoming. Die Einwohnerzahl beträgt 126.638 (Stand: 2016), die Fläche 3002,25 km², was einer Bevölkerungsdichte von 42,2 Einwohnern je km² entspricht. Das County wird begrenzt durch den Huronsee im Norden, den St. Clair River im Westen und den Lake St. Clair im Südwesten.
Mit dem Pinery Provincial Park liegt einer der zehn am meisten besuchten Provincial Parks in Ontario im Bezirk.
| Michigan (USA) | Huronsee                                    | Huron County     |
| Michigan (USA) | Kompassrose, die auf Nachbargemeinden zeigt | Middlesex County |
| Lake St. Clair | Chatham-Kent                                | Middlesex County |

## Administrative Gliederung

### Städte und Gemeinden
| Ort              | Status       | Bevölkerung (2016) |
| ---------------- | ------------ | ------------------ |
| Brooke-Alvinston | Township     | 2.548              |
| Dawn-Euphemia    | Township     | 1.967              |
| Enniskillen      | Township     | 2.796              |
| Lambton Shores   | Municipality | 10.631             |
| Oil Springs      | Village      | 648                |
| Petrolia         | Town         | 5.742              |
| Plympton-Wyoming | Town         | 7.576              |
| Point Edward     | Village      | 2.037              |
| Sarnia           | City         | 71.594             |
| St. Clair        | Township     | 14.086             |
| Warwick          | Township     | 3.692              |

### Gemeindefreie Gebiete
Im Bezirk finden sich keine gemeindefreien Gebiete.

### Indianerreservationen
Administrativ eigenständig sind die Reservate Kettle Point 44 und Sanaria 45 der Chippewas of Kettle and Stony Point First Nation der Chippewa und Potawatomi.